# Enkō-ji

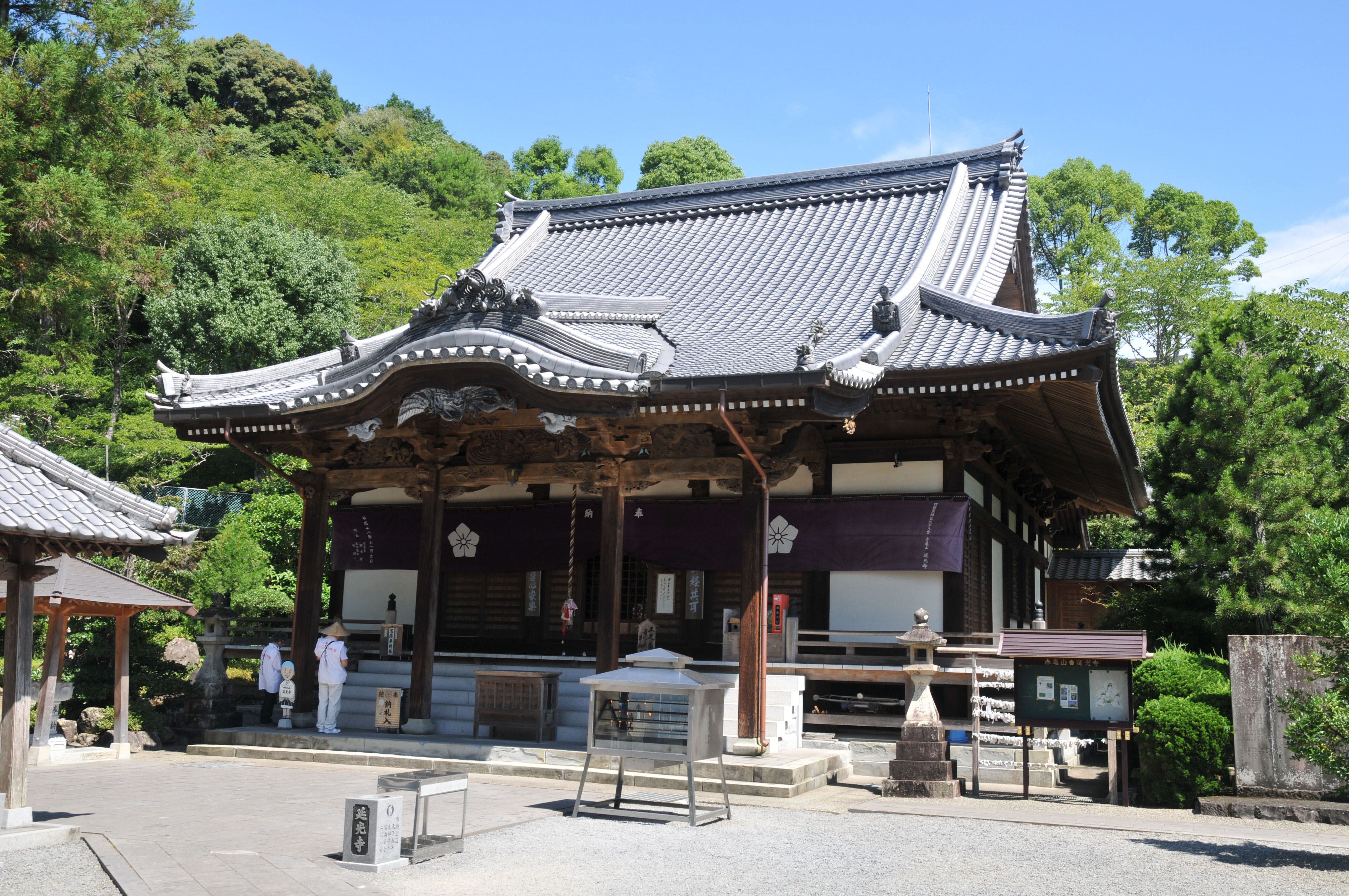
Haupthalle

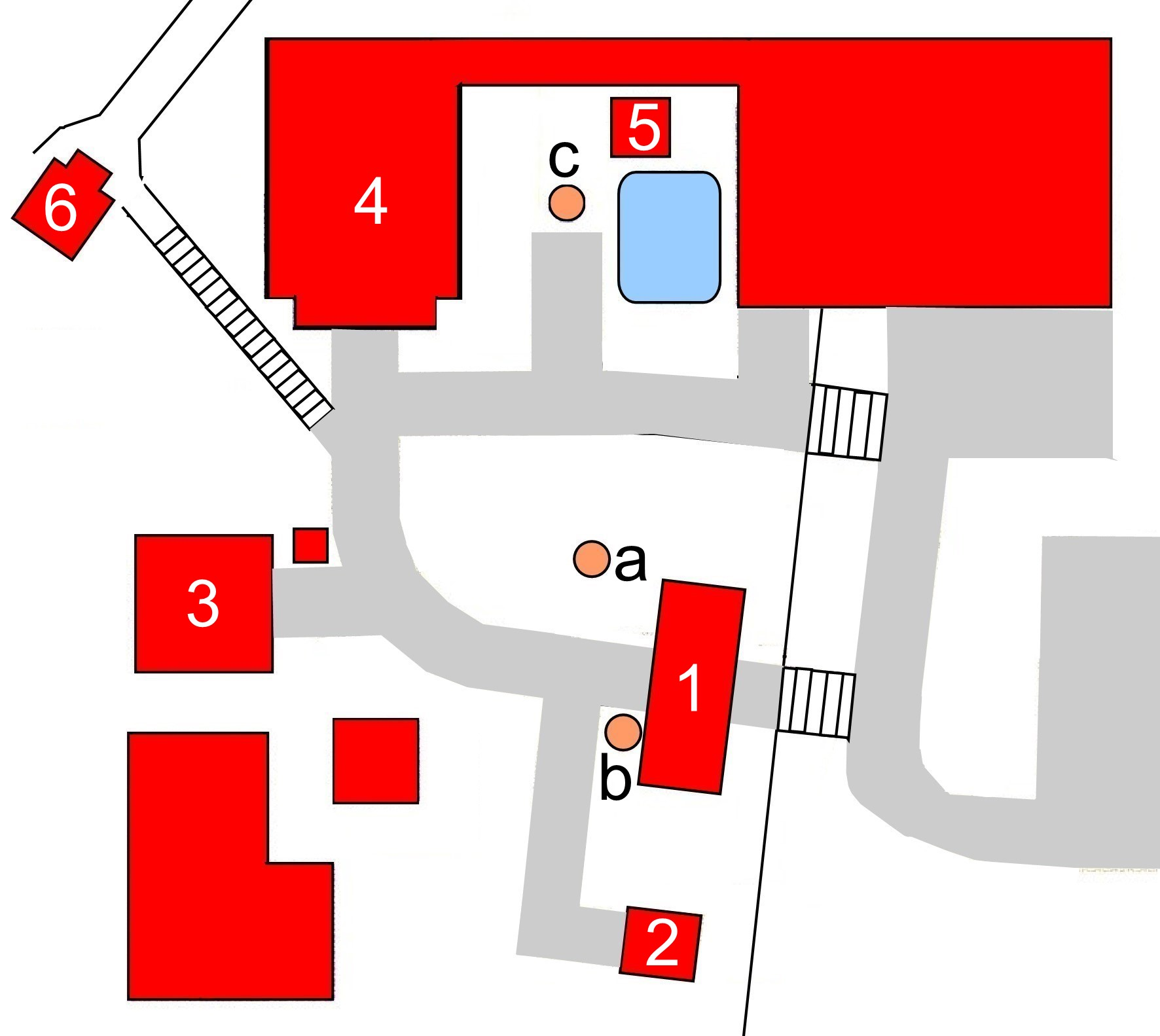
Plan des Tempels (s. Text)

Der Enkō-ji (japanisch 延光寺), mit den Go Shakkizan (赤亀山) und Jisanin (寺山院) in der Stadt Sukumo (Präfektur Kōchi), ist ein Tempel Buzan-Zweigs (豊山派) des Shingon-Buddhismus. In der traditionellen Zählung ist er der 39. Tempel des Shikoku-Pilgerwegs.

## Geschichte
Der Enkō-ji wurde im Jahr 724 von Priester Gyōki unter dem Namen „Kikakuzan Seyakuin Hōkōji“ (亀鶴山施薬院宝光寺)  angelegt. Die Hauptkultfigur, ein stehender Yakushi Nyorai  aus Holz (木造薬師如立像, Mokuzō Yakushi Nyorai ritsuzō), soll von Gyōki angefertigt worden sein. 795 besuchte Priester Kūkai den verfallenen Tempel und sorgte für seine Wiederherstellung und nannte ihn nun „Shakkizan Jizanin Enkōji“ (赤亀山 寺山院 延光寺).

## Anlage
Der Haupteingang zum Tempel führt über eine Treppe zum Tempeltor, das hier als Niō-Tor (仁王門, Niō-mon; 1), als Tor mit Platz für die beiden Tempelwächter rechts und links vom Durchgang, gestaltet ist. Zur Rechten sieht man auf einem Stein die steinerne „Rote Schildkröte“ (a) mit der Glocke auf dem Rücken, zur Linken das Standbild des Priesters Shugyō Daishi (修行大師; b). Ganz links befindet sich die Tempelglocke (鐘楼, Shōrō; 2) in ihrem Gestell.
Geht man weiter, erreicht man die Halle, die dem Tempelgründer gewidmet ist, die Daishidō (大師堂; 3). Biegt man nach rechts, so steht man vor der Haupthalle (本堂, Hondō; 4). Sie ist mit einem Gang mit dem Abt- und Mönchsquartier verbunden. Dazwischen befindet sich die „Augenwasch-Quelle“ (目洗い井戸, Mearai ido; c), die von Kūkai angelegt worden sein soll: ihr Wasser soll bei Augenleiden helfen. Weiter gibt es dort einen Teich und dann einen Pavillon, der auf den Kumano-Schrein Bezug nimmt, der „Kumano jūni shagū“ (熊野十二社宮, 5). Zwischen Daishidō und Haupthalle führt eine Treppe hoch zur kleinen Gomadō (護摩堂; 6), zu der Halle, die der Goma-Zeremonie gewidmet ist.

## Schätze
Zu den Tempelschätzen gehört eine, mit einer Höhe von nur 33,5 cm, kleine Glocke. Der Legende nach soll eine rote Schildkröte diese Glocke auf ihrem Rücken zum Tempel gebracht haben. Auf dem Rand ist eine Inschrift angebracht, die 911 als das Jahr des Gusses ausweist. Sie ist damit die älteste der Präfektur, ist als Wichtiges Kulturgut Japans registriert und gehört auch auf Landesebene zu den alten Glocken. Ein weiterer Schatz ist ein Bild des Fudō-Myōō (不動明王画像), das gewöhnlich „Lachender Fudō“ (笑い不動) genannt wird, der Überlieferung nach ein Geschenk Kaisers Seiwa.

## Bilder

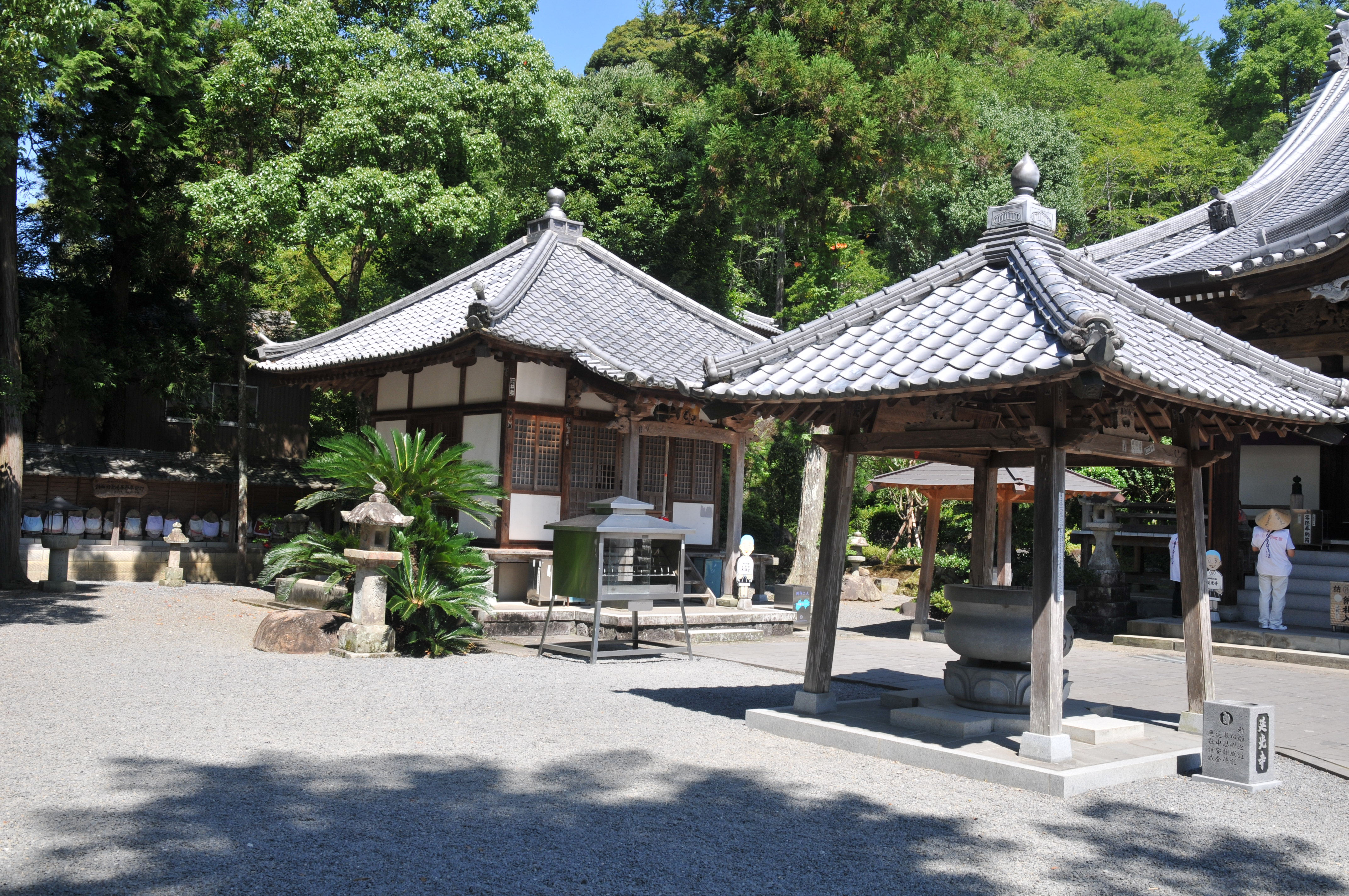
Daishidō
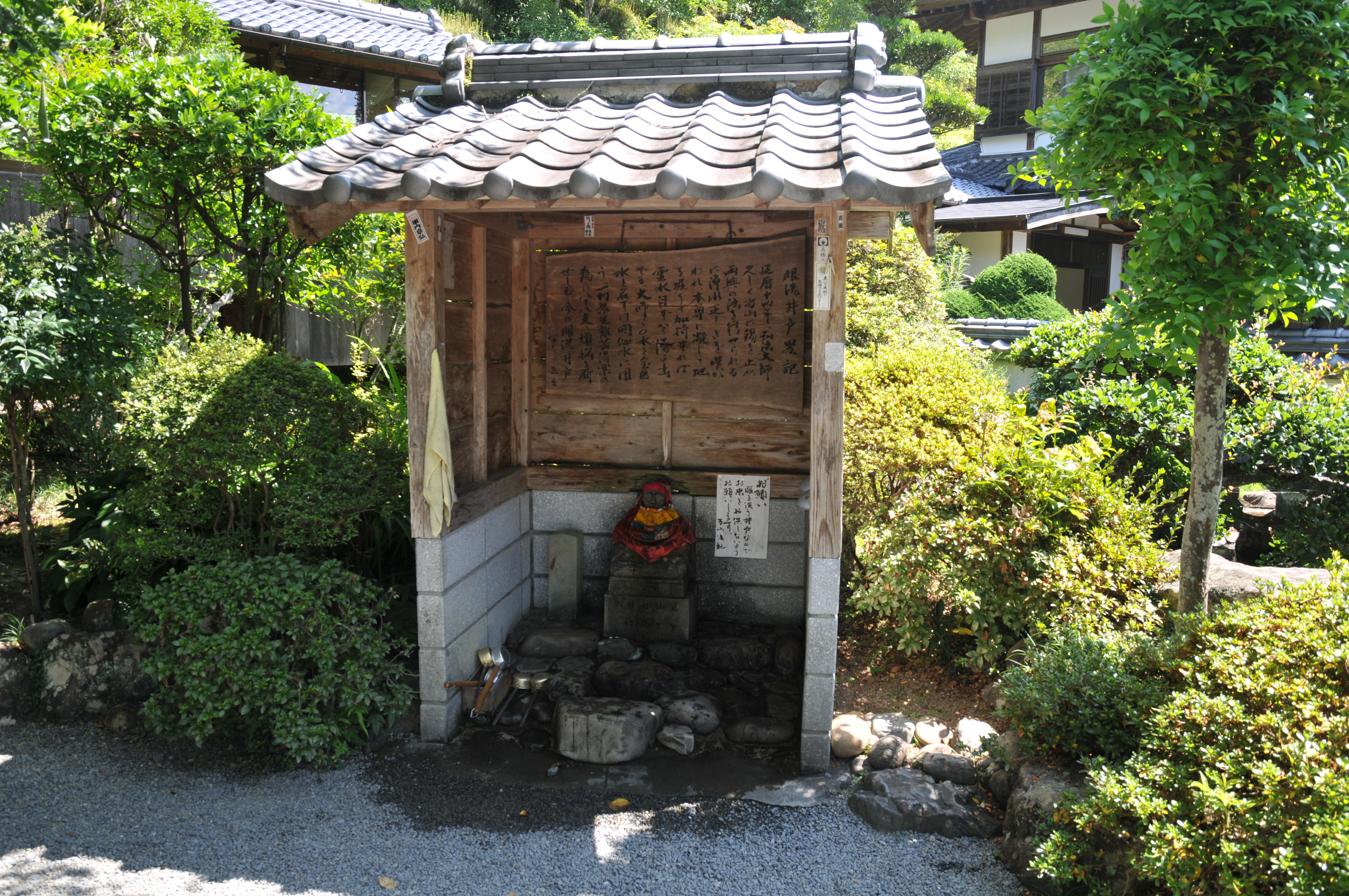
Augenwasch-Quelle
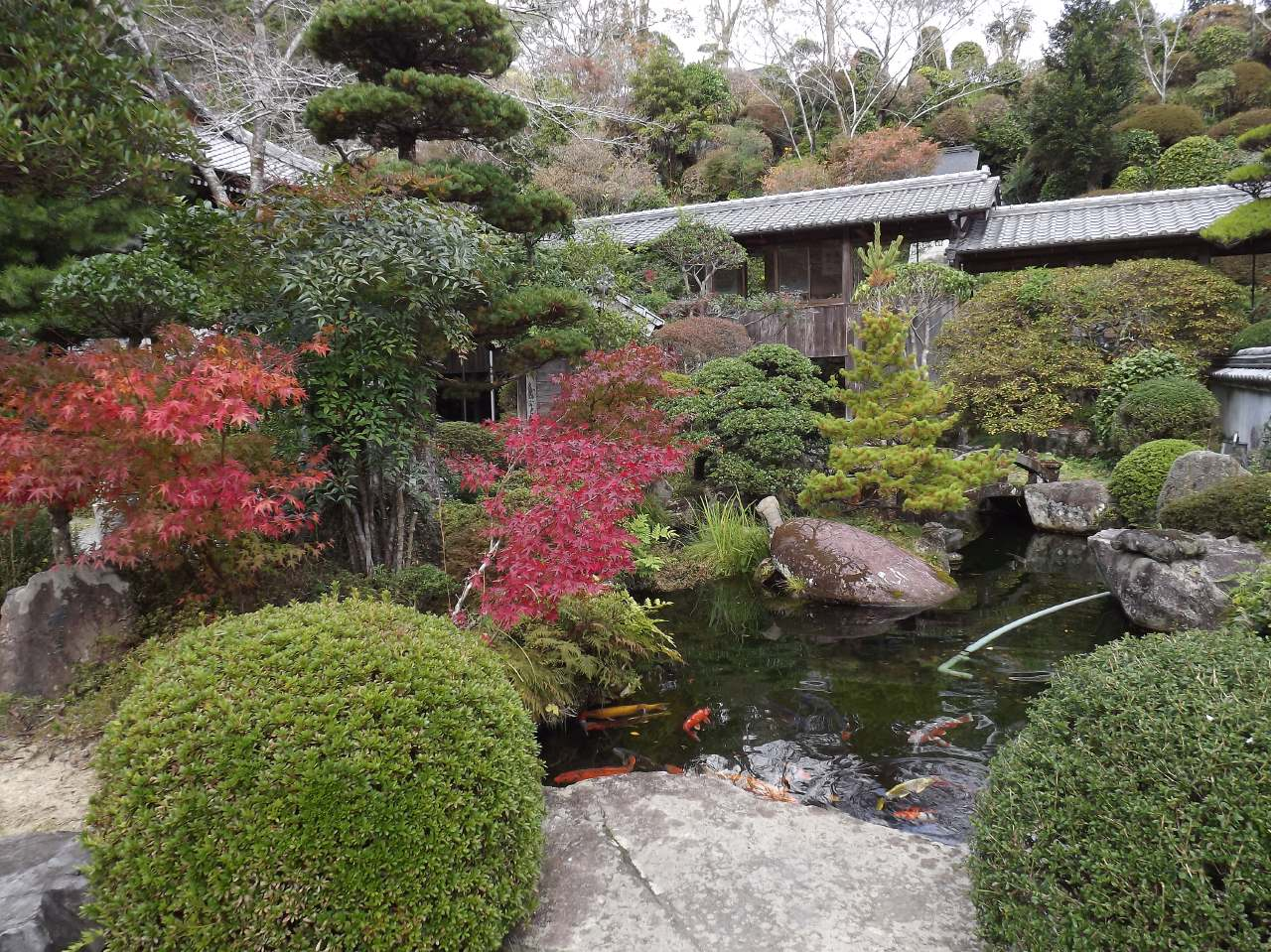
Garten mit Teich
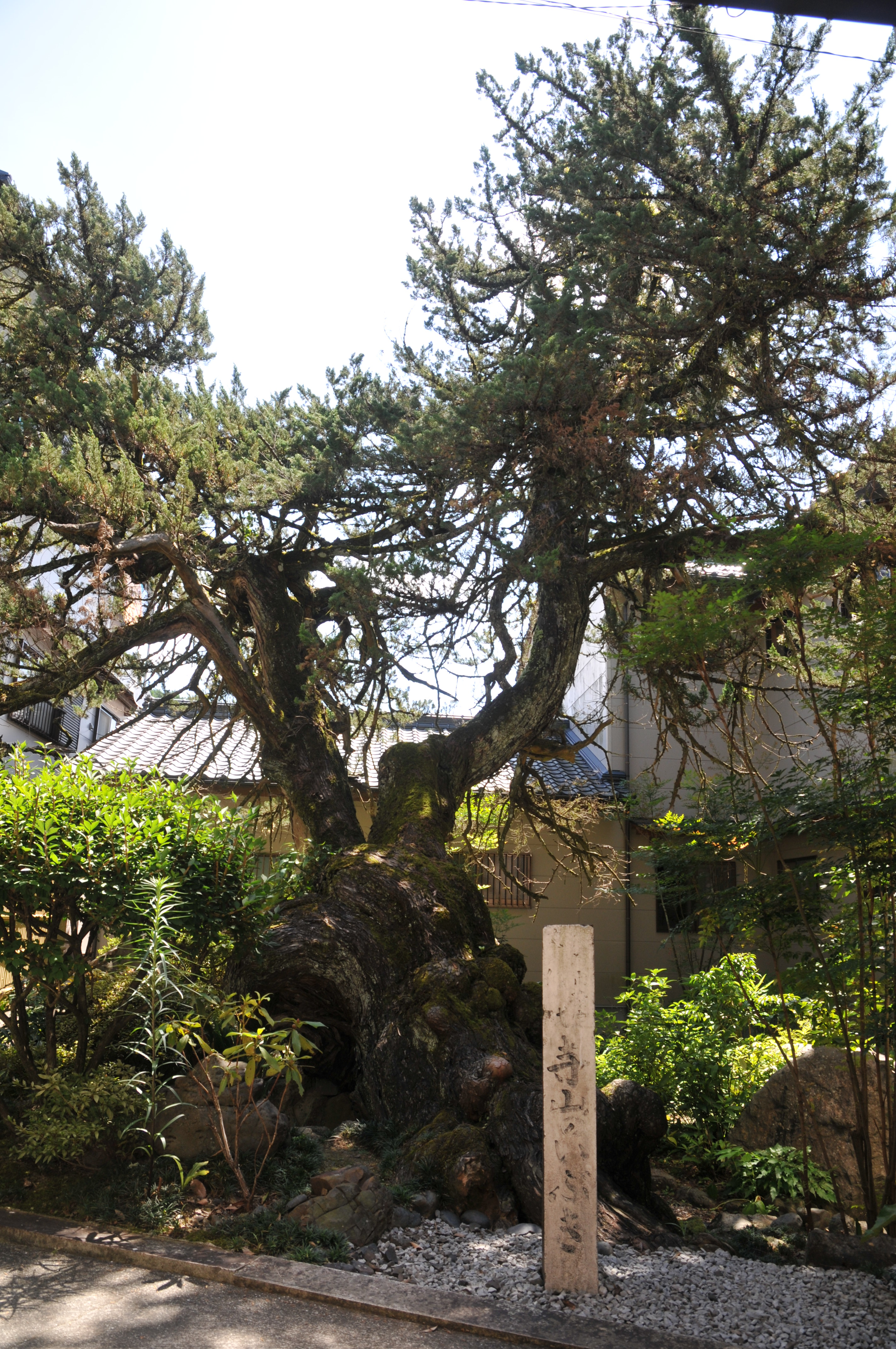
Alter Ibuki